# Sinan Sakić
Sinan "Siki" Sakić (Loznica, 13. listopada 1956. – Beograd, 1. lipnja 2018.), bio je srbijanski pjevač pop-folk glazbe.

## Životopis
Sinan Sakić je rođen 13. listopada 1956. godine u Loznici, a karijeru je započeo tijekom 1978. godine kada je objavio pjesmu “Rastanak kraj reke”. Veliki glazbeni talent koji je mnogo puta pokazao naslijedio je od svog oca koji je svirao u vojnom orkestru.
Godine 1979. izdao je ploču s dvije pjesme: “Kulu gradim” i “Jedna tuga za dva druga”. Upravo su ove dvije pjesme predstavljale odličan početak za pjevača. Prvi album “Miko druže moj”, izazavo je veliko zanimanje publike za ovog veselog pjevača, koji je svoju sreću htio pokazati i pjesmama koje je snimio.
Godine 1982. snimio je album Reci sve želje. Zahvaljujući ovom albumu postao je jedan od najslušanijih folk pjevača koji je uvek izbjegavao folk festivale jer mu nisu bili potrebni. Sinan je od samog početka imao veliki uspjeh na estradi i diskografiji.
Objavio je više od 27 albuma, a priznao je kako mnogo voli Indiju gdje je često volio provoditi odmor. Otpjevao je mnogo pjesama, a ovo su samo neke od njih: “Burno”, “Čergari”, “Blizanci”, “Dodirni me”, “Čuvaj se, čuvaj”, “Danas smo rekli da”. Najveći uspon doživio je 1982. godine kada je snimio ploču s čuvenim sastavom Mileta Basa, Južnim vetrom. Uslijedili su brojni hitovi i veliki koncerti koji se pamte već decenijama. Svi članovi skupine bez imalo sumnje govore kako je Sinan bio daleko najveća senzacija u to vrijeme.
Tijekom Sakićevog života mnogi su pogrešno pretpostavljali da je romskog podrijetla zbog nešto tamnijeg tona kože. Sakić je negirao ove tvrdnje. Naime, u svom posljednjem televizijskom intervjuu u emisiji "Goli život" koji je vodio Milomir Marić; Sakić je izjavio: "Zaista, volio bih da govorim romski - međutim, nisam ni sam Rom, dijete sam muslimanske obitelji ... od početka vremena - ali stvarno bih volio da govorim romski zbog njihovih pjesama i svega ostalo u životu ".
Nakon duge i teške bolesti preminuo je u Beogradu 1. lipnja 2018. godine.

## Diskografija
- Mala Šemsa (kompilacija singlova od 1978. – 1981.)
- Miko, druže moj (1982.)
- Što me pitaš kako živim (1983.)
- Pogledaj me (1984.)
- Reci sve želje (1985.)
- Pusti me da živim (1986.)
- Svi grešimo (1987.)
- Čaša po čaša (1988.)
- Reci čašo (1989.)
- Kad se vrate skitnice (1990.)
- Na Balkanu (1991.)
- Ljubila me ta žena (1992.)
- Korak do sna (1993.)
- U meni potraži spas (1994.)
- Ruža i trn (1995.)
- Zoko, moja zoko (1996.)
- Dodirni me (1997.)
- Drž’se mile još si živ (1998.)
- Ne, ne daj da te ljubi (2000.)
- Nisi više zaljubljena (2001.)
- Pijem na eks (2002.)
- Lepa do bola (2005.)
- To je život moj (2009.)
- Šalu na stranu  (2011.)
- Brate (2012.)
- Jedina (2014.)

## Vanjske poveznice
- Sinan Sakić, biografija.org